# تولتاته
تولتاته هي قرية لبنانية من قرى قضاء راشيا في محافظة البقاع.